# Серхіо Камельйо
Серхіо Камельйо Перес (ісп. Sergio Camello Pérez; 10 лютого 2001, Мадрид) — іспанський футболіст, нападник клубу «Райо Вальєкано».

## Клубна кар'єра
Серхіо Камельйо приєднався до молодіжної команди «Атлетіко Мадрид» у 2009 році, у віці восьми років.
Його дебют за резервну команду відбувся 23 вересня 2018 року в матчі Сегунди Б проти «Навалькарнеро», тоді Камельйо вийшов на заміну в другому таймі та зрівняв рахунок.
За основну команду «матрацників» у Прімері він вперше зіграв 18 травня 2019 року, вийшовши на заміну в перерві замість Томаса Парті, і зрівняв рахунок у виїзному матчі проти «Леванте», ставши тим самим першим гравцем, який народився у XXI столітті, який забив за «Атлетико».
26 листопада 2020 Серхіо дебютував у Лізі чемпіонів УЄФА в матчі проти московського «Локомотива».
31 серпня 2021 року був відданий в оренду на сезон 2021/22 у клуб «Мірандес». Після закінчення сезону став п'ятим найкращим бомбардиром Другого дивізіону Іспанії 2021/2022.
3 серпня 2022 року перейшов на правах річної оренди в мадридський «Райо Вальєкано». 13 серпня дебютував за «Райо» в матчі першого туру Чемпіонату Іспанії проти «Барселони».
17 серпня 2023 року Камельйо підписав постійну чотирирічну угоду з «Райо».

## Кар'єра у збірній
Серхіо викликався в юнацькі збірні Іспанії різного віку. 9 серпня 2024 року він забив два голи в додатковий час, які принесли Іспанії перемогу над Францією у фіналі з рахунком 5:3, завоювавши таким чином золоту медаль.

## Досягнення
Олімпійська збірна Іспанії
- Олімпійський чемпіон: 2024[8]